# Череповецкий литейно-механический завод
АО «Череповецкий литейно-механический завод» (АО «ЧЛМЗ») – это машиностроительное предприятие с широким перечнем технологических переделов, расположенное в городе Череповце Вологодской области.
Основными направлениями деятельности завода является производство машин и оборудования для нефтехимии и металлургии с применением фасонного литья; центробежно-литых труб из жаропрочных, жаростойких и коррозионно-стойких сталей; производство тракторов и спецтехники; производство запасных частей из стального и чугунного литья, металлоконструкций, деталей литейного производства с механической обработкой для различных отраслей промышленности.